# 北野武的TV擒抱
北野武的TV擒抱（直译：北野武的电视擒抱）是日本朝日电视台的长寿直播节目，栏目创立于1991年4月1日。討論節目以社会科学為话题。來賓多数為政治家和专家。

## 主要出演者
- 北野武
- 阿川佐和子
- 大竹真

## 频繁出现客人
- 滨田幸一
- 三宅久之

## 外部連結
- （日語） http://www.tv-asahi.co.jp/tvtackle/（页面存档备份，存于）